# Malus × floribunda
Il melo giapponese da fiore (Malus × floribunda Siebold ex Van Houtte)  è un arbusto grande appartenente alla famiglia delle Rosacee.
È una entità ibridogena, frutto dell'incrocio tra Malus baccata e Malus toringo.

## Descrizione
La pianta ha fusto eretto e legnoso, le foglie sono verdi, mentre i fiori sono rosa o bianchi. I frutti rossi non sono commestibili. I semi sono marroni.

## Distribuzione e habitat
È un endemismo coreano.

## Coltivazione
Questa pianta è stata premiata dalla Royal Horticultural Society con l'Award of Garden Merit
in virtù della sua eccezionale qualità ed affidabilità. Infatti, questo arbusto si presenta vigoroso, non suscettibile agli attacchi parassitari e non necessita di interventi colturali specifici.

## Propagazione
Avviene tramite talea e seme.

## Varietà
Ne esiste una varietà chiamata Malus floribunda "Japanese crabapple".

## Galleria d'immagini

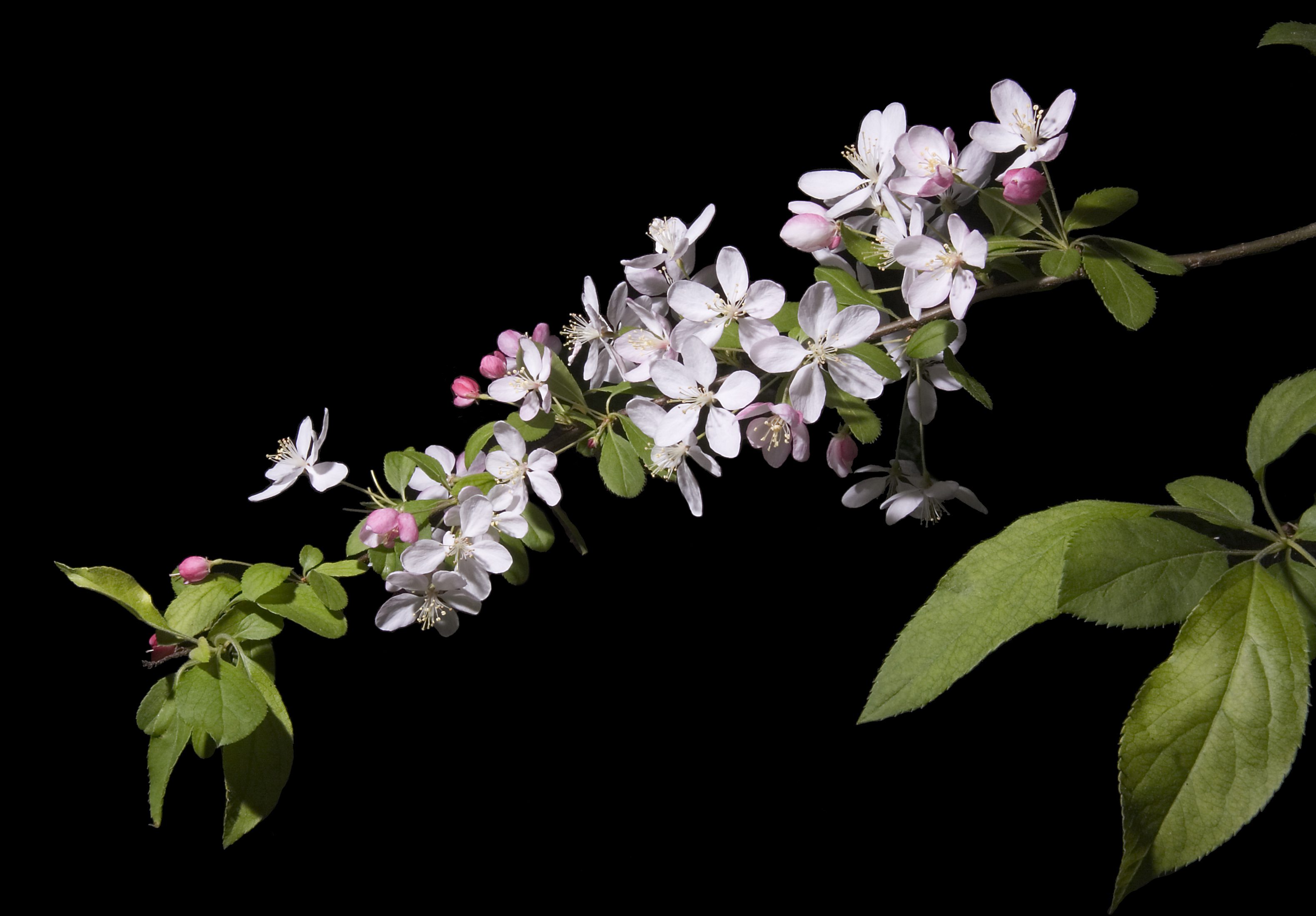
Malus floribunda varietà "Japanese crabapple".
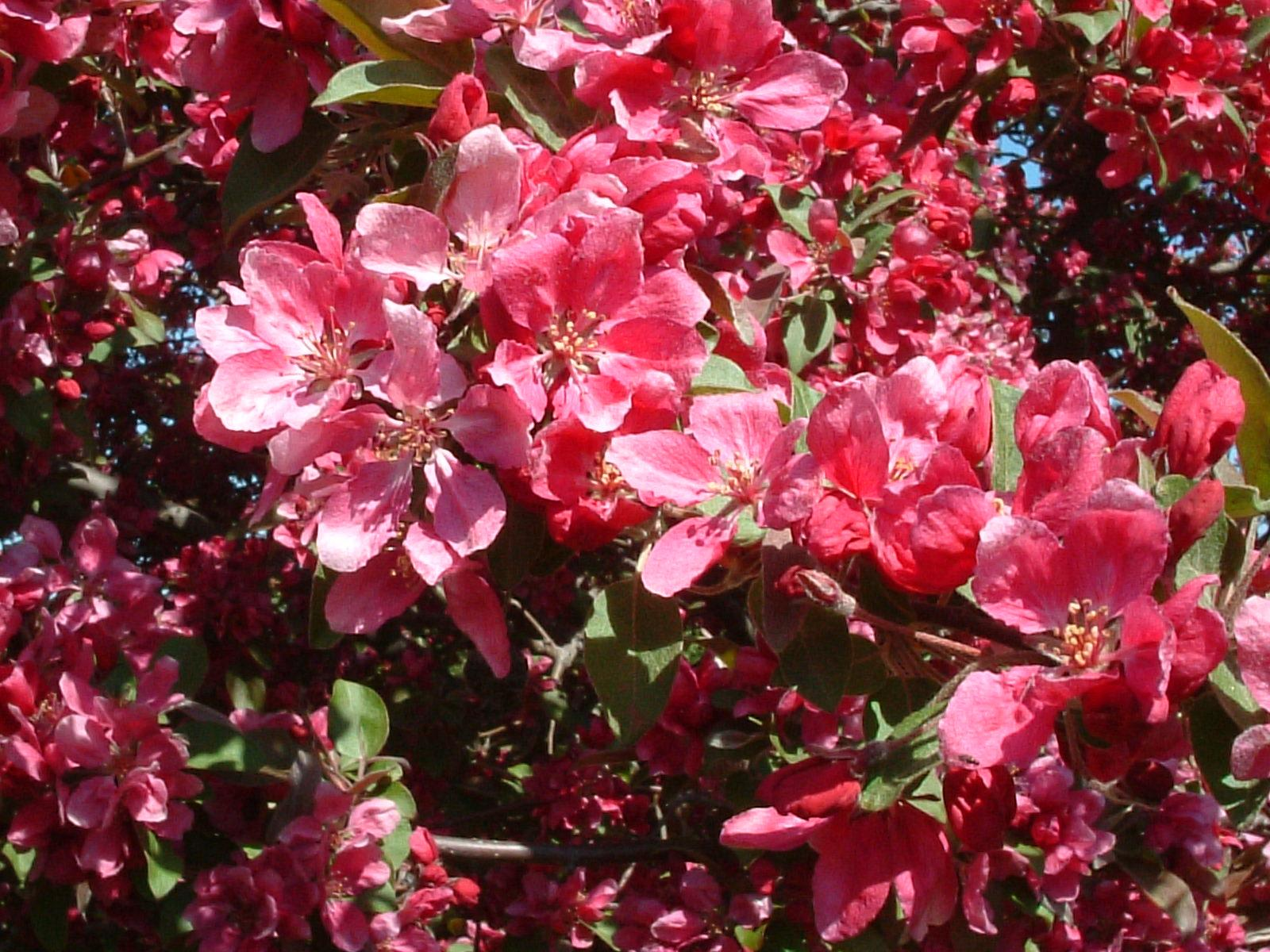
Malus floribunda.
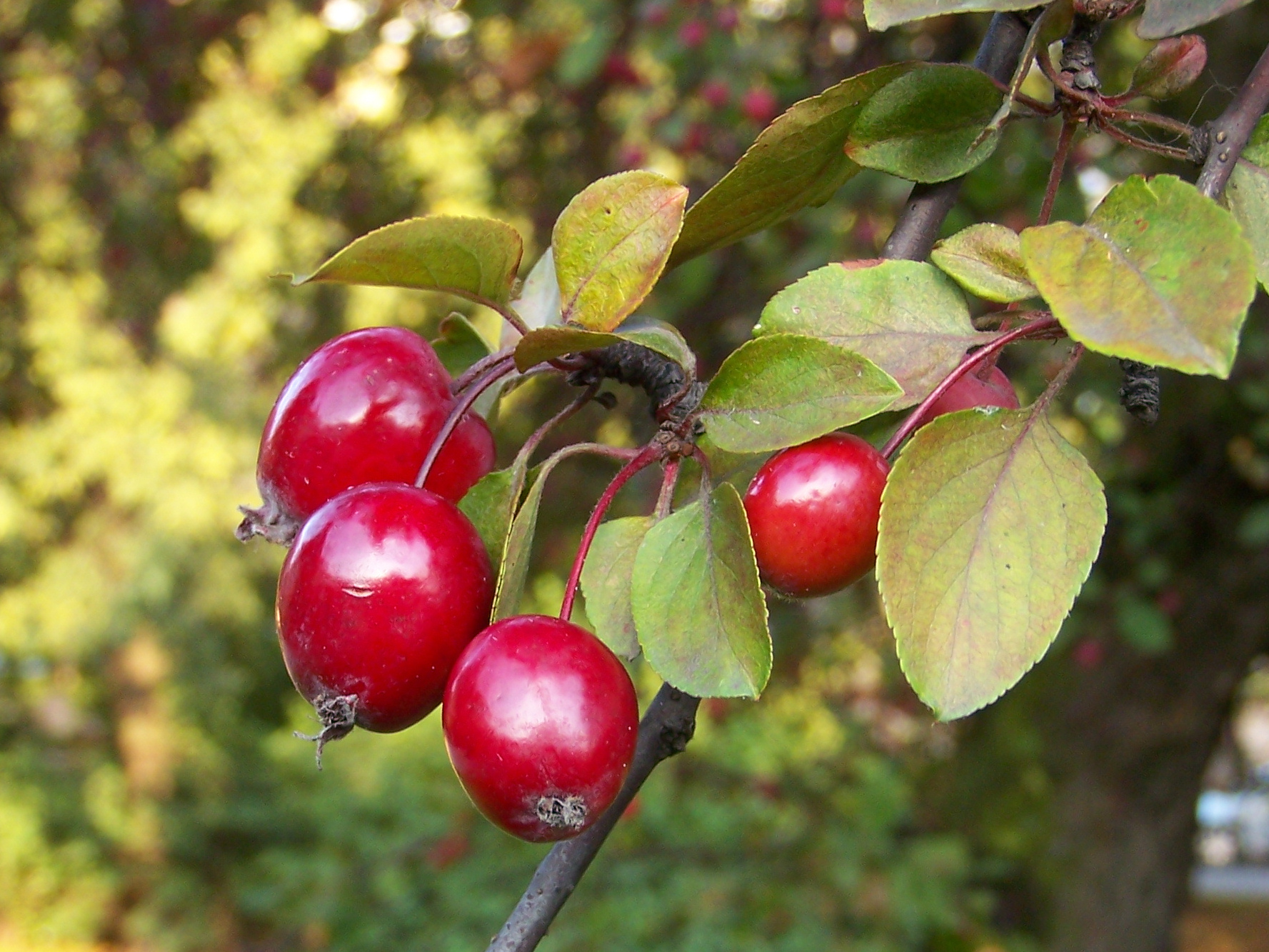
Frutti